# Plaja Myrtos
Plaja Myrtos (în greacă Παραλία Μύρτου [Míːrtɒs]) se află în regiunea Pylaros, în nord-vestul insulei Kefalonia, în Marea Ionică, Grecia. Plaja Myrtos se află la baza a doi munți, Agia Dynati și Kalon Oros (901 m).

## Geologie
Sedimentul preponderent de pe plaja Myrtos este în general compus din marmură, un calcar metamorfos. Plaja este formată din pietre rotunde și albe. Sedimentul devine treptat mai scăzut pe măsură ce se apropie de țărm. Deoarece unghiul de pantă are o scădere bruscă aproape de marginea coastei, energia valurilor este foarte mare și provoacă tendințe de gradație, de-a lungul plajei, de la pietre la pietricele.
Deriva litorală (transportul aluviunilor de-a lungul țărmului de către curenții apei) împreună cu energia valurilor au modelat malul. În timp ce valurile se curbează de-a lungul plajei, ele adună și cele mai bune bucăți de marmură; acest lucru creează zăcăminte sedimentare care urmează curba plajei pe direcția valurilor, dând apei o nuanță de turcoaz.

## Renume
Myrtos a fost descrisă ca fiind „una dintre cele mai dramatice plaje din Grecia”, cu un „arc lung de o milă și jumătate de pietricele de un alb orbitor”.
A fost folosită ca locație pentru episodul exploziei miniere din filmul Idila căpitanului Corelli.
Myrtos a fost votată de 12 ori cea mai bună plajă grecească, în timp ce se prezintă în mod constant în topul celor mai bune plaje.

## Călătorii și facilități
Un drum abrupt, șerpuit, în jur de 2 km lungime și cu serpentine duce la plaja din satul Divarata.
În timpul sezonului turistic foarte ridicat vară, primăria Pylaros pune la dispoziție un autobuz public spre și de la plaja Myrtos, plecând din zona portuară din Agia Efimia. Orarul poate fi găsit la biroul de informații turistice din Agia Efimia și poate fi, de asemenea, găsit online. Autobuzul oprește pe drumul care duce spre plajă, cu o scurtă plimbare pe jos. Parcarea privată este disponibilă la baza falezei. Există mai multe taverne în partea de sus a drumului care duce spre plaja din satul Divarata și un bar de plajă.
Șezlonguri și umbrele de plajă sunt disponibile pentru închiriere.

## Galerie foto

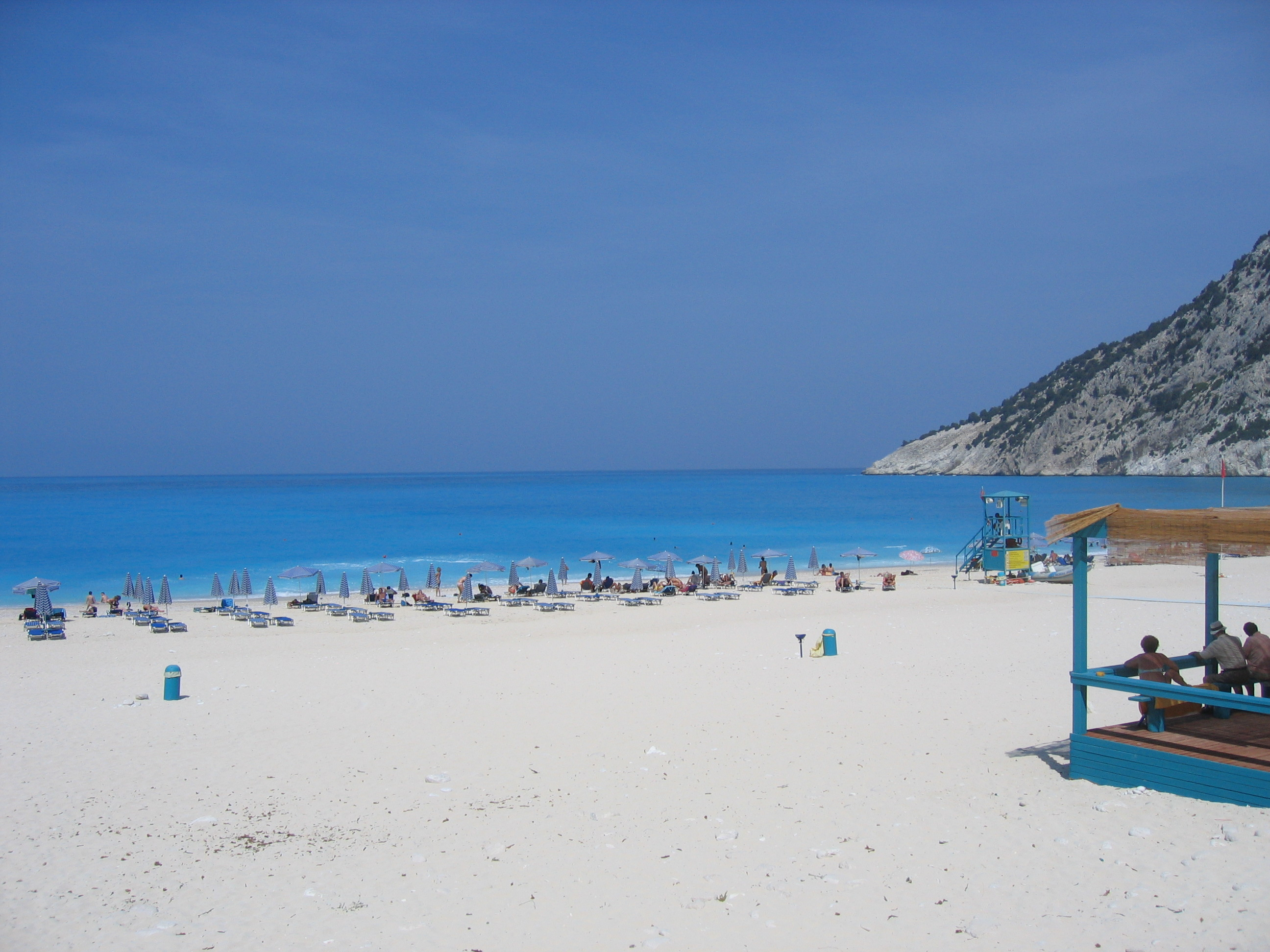
Taverna lângă plajă
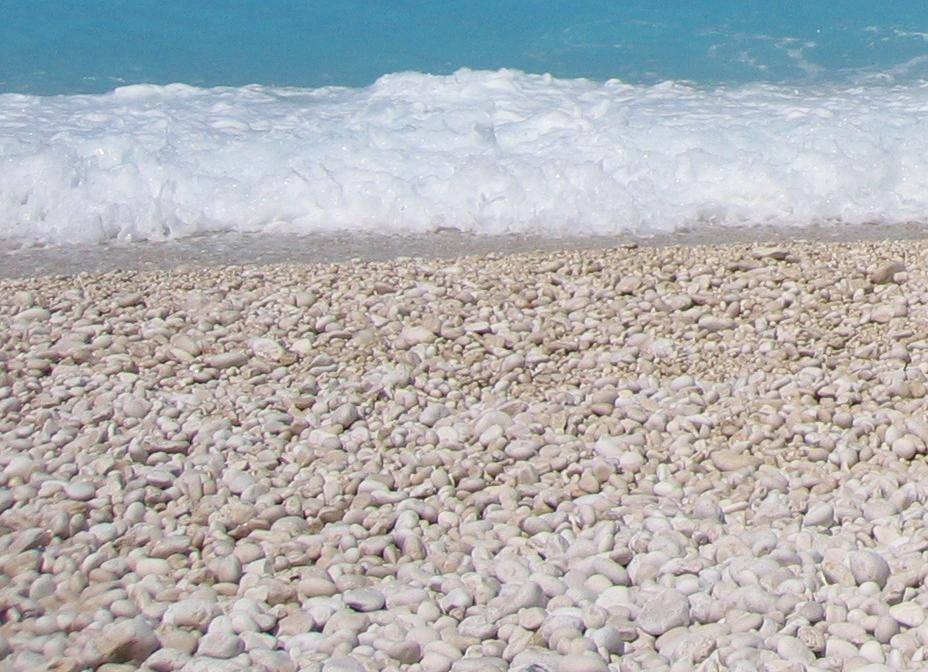
Pietricele albe pe plaja din Myrtos

## Coordonate locație
38°20′34″N 20°32′10″E / 38.342885°N 20.536189°E

## Legături externe
- kefaloniavisit.com: faimoasa plaja din Myrtos Arhivat în 27 aprilie 2019, la Wayback Machine.
- Plaja video Myrtos Beach